# Mads Bidstrup
Mads Bidstrup (* 25. Februar 2001 in Køge) ist ein dänischer Fußballspieler. Er steht beim FC Red Bull Salzburg unter Vertrag und ist ehemaliger dänischer Juniorennationalspieler.

## Karriere

### Verein
Mads Bidstrup wechselte im Januar 2018 aus dem Nachwuchsleistungszentrum des FC Kopenhagen nach Deutschland zum Bundesligisten RB Leipzig, wo er in der Rückrunde der Saison 2017/18 in der B-Jugend (U17) spielte. In der B-Junioren-Bundesliga Nord/Nordost kam er zu lediglich einem Einsatz. Zur Folgesaison stieg Bidstrup in die A-Jugend (U19) auf und erreichte mit dieser im Jahr 2019 das Finale im DFB-Pokal der Junioren, wo die Leipziger allerdings mit 1:2 gegen den VfB Stuttgart verloren.
Nachdem er im Sommer 2020 den Jugendmannschaften entwuchs, verließ er RB Leipzig und ging nach England zum FC Brentford. Ab Februar 2021 gehörte Mads Bidstrup zum Spieltagskader der Profimannschaft und gab am 10. April 2021 im Alter von 20 Jahren sein Debüt als Profi in der Football League Championship, als er beim 5:0-Auswärtssieg gegen Preston North End zum Einsatz kam. Zum Ende der Saison qualifizierte sich der FC Brentford als Tabellendritter für die Aufstiegs-Play-offs und setzte sich im Halbfinale gegen den AFC Bournemouth durch, um dann im Finale Swansea City zu schlagen und somit in die Premier League aufzusteigen. Bidstrup war dabei bis zum Ende der Saison in drei Partien zum Einsatz gekommen – dabei stand er in einem Spiel in der Startelf – und wurde später sowohl im Halbfinalrückspiel sowie im Finale kurz vor Schluss eingewechselt. In der Premier League hat es lediglich für vier Kurzeinsätze gereicht. Im Januar 2022 wurde er an den dänischen Erstligisten FC Nordsjælland verliehen. Für Nordsjælland absolvierte er in eineinhalb Jahren Leihe 43 Partien in der Superliga.
Zur Saison 2023/24 kehrte Bidstrup dann nicht mehr nach Brentford zurück, sondern wechselte zum österreichischen Bundesligisten FC Red Bull Salzburg, bei dem er einen bis Juni 2028 laufenden Vertrag erhielt.

### Nationalmannschaft
Mads Bidstrup spielte von 2016 bis 2017 in 7 Partien für die dänische U16-Nationalmannschaft, danach lief er bis Ende 2017 in ebensovielen Spielen für die U17-Nationalmannschaft auf und erzielte ein Tor. Im Jahr 2018 absolvierte er eine Partie für die dänische U18-Nationalelf, bevor er bis 2019 8 Spiele für die U19-Junioren Dänemarks absolvierte. Von 2021 bis 2022 war er für die dänische U21-Nationalmannschaft aktiv und hat zehn Spiele für diese absolviert.